# Ippolita Trivulzio
Ippolita Trivulzio, född 1600, död 20 juni 1638, var en furstinna av Monaco, gift med furst Honoré II av Monaco. Honoré hade antagit titeln furste strax före giftermålet, och hon blev därmed Monacos första regentgemål med titeln furstinna. 
Hon var dotter till greve Carlo Emanuele Teodoro Trivulzio av Melzo och Caterina Gonzaga. Hon var uppfostrad i ett kloster nära Monaco och svägerska till Jeanne av Monaco, som var gift med hennes bror, och presenterades vid hovet av Jeanne. När Jeannes bror Honorée år 1615 återvände till Monaco från Milano, där han hade tillbringat sin barndom hos sin spanska morbror, för att överta regeringen efter sin myndighetsförklaring, arrangerades äktenskapet mellan dem. Vigseln ägde rum 3 februari 1616. Paret fick ett enda barn, en son. Ippolita, eller Hippolyte som hon kallades på franska, beskrivs som en ödmjuk, mörk skönhet, och äktenskapet beskrivs som lyckligt. 